# Araschnia doris

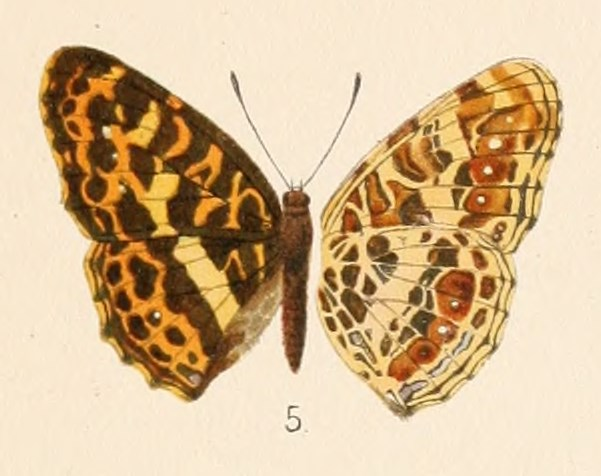
Araschnia doris f. doris (Männchen)

Araschnia doris ist ein Schmetterling aus der Familie der
Edelfalter (Nymphalidae). Er ist in China verbreitet und zeigt einen Saisondimorphismus wie das nahe verwandte, auch in Europa vorkommende, Landkärtchen (Araschnia levana).

## Beschreibung
Die Männchen von Araschnia doris haben eine Spannweite von 50 bis 55 Millimeter, die Weibchen von 45 bis 58 Millimeter. Die Sommerform forma (abgekürzt f.) doris ähnelt der von Araschnia  burejana f. fallax, die Flügelform ist allerdings rundlicher. Die schwarze Flügeloberseite der Männchen hat eine rot-gelbe Zeichnung. Das mittlere unterbrochene Band der Vorderflügel und das ganze mittlere Band der Hinterflügel ist breit und gelblich. Die Weibchen ähneln den Männchen, nur ist die Zeichnung breiter und läuft am Rand der Vorderflügel oft zusammen.
Die Flügelunterseite sieht ebenfalls f. fallax ähnlich, das mittlere Band der Vorderflügel ist allerdings unregelmäßiger, das auf den Hinterflügel wird von einer schwarzen Linie gekreuzt. Das braune Band ist schmaler und besteht auf jedem Flügel aus fünf Flecken. Auf dem Vorderflügel ist der erste Fleck unregelmäßig geformt, der zweite hat einen kleinen weißen Punkt, der dritte ist der kleinste und fast ganz weiß bedeckt, der vierte hat einen kleinen weißen Punkt und der fünfte hat einen kleinen weißen Punkt am inneren Rand. Auf dem Hinterflügel sind die Flecke oval mit schwarzer Mitte, die beim zweiten und vierten weiß gekernt und beim fünften lila gekernt ist.

## Lebensweise und Verbreitung
Araschnia doris kommt in Chang-yang und Ychang in Zentral-China und in Moupin, am Emei Shan, Wa-ssu-kow und Pu-tsu-fong in West-China vor. Die Frühlingsgeneration fliegt von März bis Anfang Mai und die Sommergeneration im Juni und Juli.

## Systematik
Araschnia doris f. doris wurde von John Henry Leech im ersten Band von Butterflies from China, Japan and Corea 1892 erstbeschrieben. Araschnia burejana leechi Oberthür, 1909 ist die Frühjahrsform von A. doris, wie durch Genitaluntersuchungen nachgewiesen werden konnte. Die nur von einem Weibchen beschriebene Art Araschnia zhangi Chou, 1994 ist eine Aberration der Sommerform und damit ein Synonym.